# كلية الكوت الجامعة
جامعة الكوت هي كلية خاصة تأسست عام 2012، وتعد أول كلية أهلية في محافظة واسط معترف بها من قبل وزارة التعليم العالي والبحث العلمي العراقية منذ العام 2013.

## أقسام كلية الكوت الجامعة
توجد في الكلية اثنان وعشرون قسم علمي :وتضم كل من:
- إدارة الأعمال
- هندسة الليزر والالكترونيات البصرية
- اللغة العربية
- تقنيات المختبرات الطبية
- القانون
- علوم القرآن والتربية الإسلامية
- طب الاسنان
- الصيدلة
- التربية البدنية وعلوم الرياضة
- التمريض
- علوم الفيزياء الطبية
- تقنيات الهندسة الكهربائية
- الهندسة الكيمياوية وتكرير النفط
- اللغة الانكليزية
- المحاسبة
- التخدير
- هندسة تقنيات الاجهزة الطبية
- هندسة تقنيات الحاسبات
- تقنيات التصميم الداخلي
- هندسة تقنيات ميكانيك القوى
- تقنيات التجميل والليزر
- الكلية الصناعية

## وصلات خارجية
- http://alkutcollege.edu.iq/